# Entephria nethlandicaria
Entephria nethlandicaria là một loài bướm đêm trong họ Geometridae.